# Louis-Hippolyte Violette
Louis-Hippolyte Violette (Besançon, 1er mai 1869-Dijon, 12 avril 1950), est un officier de marine français, célèbre pour être l'inventeur du périscope. Son nom est également mêlé, par son appartenance à la franc-maçonnerie et au ministère de la Guerre au début du XXe siècle, à l'affaire des fiches. 

## Biographie
Il entre à l'École navale en octobre 1886 et en sort major. Aspirant de 1re classe (octobre 1889), il sert sur l'aviso-transport Vire à la station locale de Tahiti. 
Enseigne de vaisseau (octobre 1891), il embarque l'année suivante sur le garde-côtes Terrible en escadre de Méditerranée et se fait remarquer par des études sur les signaux. En 1895, il devient second du torpilleur 175 à Alger puis passe en 1897 à la défense mobile de Toulon comme adjoint au commandant du sous-marin Gustave-Zédé. Il mène en parallèle des recherches mathématiques et parvient à mettre au point le premier périscope opérationnel à bord du sous-marin Gymnote, ce qui lui apporte un prix de l'Académie des sciences. 
Élève de l’École des torpilles sur l'Algésiras dont il sort breveté, il est promu lieutenant de vaisseau en avril 1898 et est alors nommé à la défense sous-marine à Toulon comme chef d'un groupe de torpilleurs dits « de haute-mer ». Officier torpilleur sur le croiseur Latouche-Tréville en escadre de Méditerranée, il reçoit en septembre 1899, un témoignage de satisfaction pour une étude sur les installations électriques de l'artillerie du bâtiment. En 1901, il est affecté à la défense mobile de Tunisie où il fut chargé de la sous-direction du port de Bizerte. 
Il est nommé officier d'ordonnance du ministre de la Guerre, le général André, en 1902. À cette époque, un fichage politique et religieux a été mis en place André, son chef de cabinet Percin, et le capitaine Mollin, officier d'ordonnance et fran-maçon comme Violette, avec l'aide du Grand Orient de France et des renseignements qu'il peut lui procurer. Mollin est responsable du service de fichage proprement dit ; Violette et le capitaine Lemerle, officiers d'ordonnance et franc-maçons tous deux, sont alors chargés de remplacer en cas de congés. 
Violette commande en 1903 le torpilleur Épieu en Méditerranée puis incorpore l’École supérieure de marine. En 1905, il est breveté et sert sur le garde-côtes Requin à Cherbourg (1906) puis à l'état-major à Toulon (1907). Commandant du contre-torpilleur Flamberge en escadre du Nord (1908), il est chargé l'année suivante de l'artillerie secondaire du cuirassé Patrie et obtient un nouveau témoignage de satisfaction pour les tirs d'honneur de 1910. En 1911, il passe à l'État-major général où il est chargé des questions historiques et juridiques et lors des grandes manœuvres, sert en tant qu'aide de camp du commandant en chef Jauréguiberry.
Capitaine de frégate (novembre 1912), il reçoit en mai 1913 les remerciements du ministre des Affaires étrangères pour son investissement dans les travaux de la mission internationale qui a fixé le statut de l'île Clipperton. Nommé sous-chef d'état-major de la 3e escadre sur le Suffren où il est particulièrement chargé des questions d'artillerie, il passe dans les mêmes fonctions à la 2e escadre sur la Vérité et le Paris et accompagne le président de la République durant son voyage en Russie, juste avant le déclenchement de la Première Guerre mondiale. Il rejoint ensuite l'armée navale en Méditerranée pour prendre part aux opérations alliées. Il surveille ainsi en avril 1915 les transports de matériel entre Salonique et le Monténégro et, en juillet, reçoit le commandement du Verdon et de l'escadrille des chalutiers de l'armée navale avec laquelle il participe très activement à la chasse aux sous-marins en mer Égée. 
Capitaine de vaisseau (mai 1916), chef de la division des patrouilles de Méditerranée orientale sur l' Hélène (juin 1916), il est cité à l'ordre de l'armée en novembre. En décembre, il devient adjoint de l'amiral Salaün à la Direction générale de la guerre sous-marine. 
Promu contre-amiral (janvier 1919), chef du Service de la défense à Cherbourg, il commande en juin la 2e division de l'escadre de Méditerranée sur la Lorraine et préside plusieurs commissions techniques de l'armée navale. 
Chef d'état-major des frontières maritimes sud de la France (juillet 1922), préfet maritime de Rochefort, commandant du secteur de la Charente (avril 1923), il est nommé vice-amiral en septembre 1924 et devient chef de cabinet militaire du ministre. 
En octobre 1925, il commande en chef l'escadre de Méditerranée avec pavillon sur la Bretagne et fait admettre de nouvelles théories sur les évolutions d'escadre. Chef d'état-major général de la marine (janvier 1928), il s'occupe vivement de la reconstitution du matériel de la flotte et prend sa retraite en avril 1931. 
Mort à Dijon le 12 avril 1950, il est inhumé à Longeault.
Un reportage télévisuel lui a été consacré en 2014.

## Œuvres
On lui doit de nombreux articles scientifiques, en particulier sur l'optique ainsi qu'un ouvrage sur la géométrie et les instruments d'optique (1926). 

## Récompenses et distinctions
- Médaille militaire (5 mars 1931)[4]
- Grand-croix de la Légion d'honneur (15 janvier 1930)
- Croix de guerre 1914–1918

Une rue de Longeault ainsi qu'une rue de Dijon, ont été nommées en son honneur.